# JD Samson
JD Samson (4 de agosto de 1978, Cleveland, Ohio) es una artista que forma parte del grupo musical Le Tigre, entre otros proyectos.
Nació en Cleveland y se crio en la pequeña ciudad de Pepper Pike. Durante su etapa escolar se interesó por el arte, y pronto comenzó a mostrar interés por el activismo político en causas como el ecologismo o los derechos del colectivo LGBT. En ese sentido, declaró abiertamente ser lesbiana a los 15 años, algo que le generó problemas en su entorno.
Con 17 años, se mudó a Nueva York para estudiar cinematografía, graduándose en la Facultad Sarah Lawrence College en el año 2000. En sus últimos meses comenzó a colaborar en las giras del grupo electroclash Le Tigre, donde ejercía como proyeccionista y ayudaba con la producción de las canciones. La marcha del grupo de una de sus miembros, Sadie Benning, le abrió las puertas del trío musical como una más.
Durante su etapa en Le Tigre, JD Samson destacó también por su activismo en favor de los derechos de los homosexuales. En ese sentido, ha dedicado canciones a la problemática de ese colectivo y ha creado iniciativas como el grupo artístico Dykes can Dance o calendarios benéficos para concienciar a la gente sobre el lesbianismo.
Después de que Le Tigre anunciara un parón en su actividad, JD comenzó a colaborar con otros cantantes. Colaboró con el grupo danés Junior Senior con el sencillo Can I Get Get Get, se marchó de gira con Peaches y creó grupos de música alternativa como The New England Roses o MEN, además de ejercer como disc jockey en determinados eventos. En el plano sentimental mantuvo una relación con la cantante australiana Sia, a quien ayudó en su álbum We Are Born. También compuso y produjo junto los integrantes de Le Tigre, la canción “My Girls” para el álbum Bionic de Christina Aguilera en 2010.